# Udvardya
Genre
Udvardya est un genre d'araignées aranéomorphes de la famille des Salticidae.

## Distribution
Les espèces de ce genre sont endémique de Nouvelle-Guinée.

## Liste des espèces
Selon World Spider Catalog (version 22.0, 01/02/2021) :
- Udvardya bellatrix Gardzińska, 2015
- Udvardya elegans (Szombathy, 1915)
- Udvardya fortis Gardzińska, 2015

## Étymologie
Ce genre est nommé en l'honneur de Miklos Udvardy.

## Publication originale
- Prószyński, 1992 : « Salticidae (Araneae) of the Old World and Pacific Islands in several US collections. » Annales zoologici, Warszawa, vol. 44, p. 87-163.